# Mille Petrozza

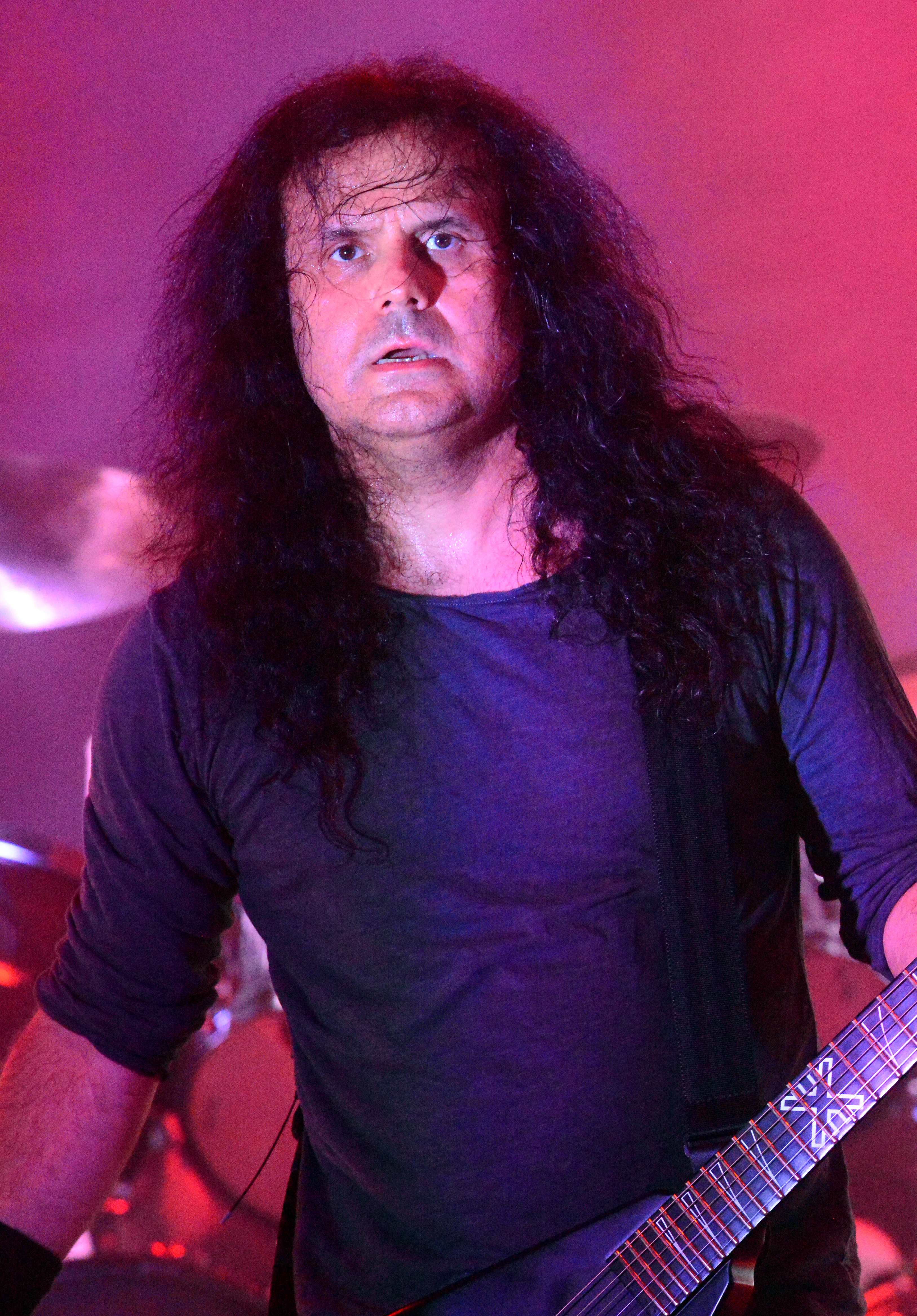
Mille Petrozza (2015)

Milland Petrozza (18 december 1967) is de gitarist en de zanger in de Duitse thrashmetal band Kreator.
Hij is verder bekend onder de naam Mille, wat zijn artiestennaam is. 
De overige leden van de band zijn 
Jürgen 'Ventor' Reil (drums), Christian 'Speesy' Giesler (bas) en Sami Yli-Sirniö (gitaar).
- Gemeinsame Normdatei: 134922654
- International Standard Name Identifier: 0000 0000 5753 8515
- MusicBrainz: 24564f94-179c-461f-9725-64ede120cebe
- Nationale Bibliotheek van Tsjechië: xx0200945
- Virtual International Authority File: 79857703
- WorldCat: E39PBJqkc87cJpKxXVM7X9jHmd